# Ablainzevelle
Ablainzevelle ist eine französische Gemeinde mit 220 Einwohnern (Stand 1. Januar 2022) im Département Pas-de-Calais in der Region Hauts-de-France. Sie gehört zum Arrondissement Arras und zum Kanton Bapaume. Die Bewohner nennen sich Ablainzevellois.

## Lage
Die Gemeinde Ablainzevelle liegt etwa 16 Kilometer südlich von Arras. Sie grenzt im Nordwesten an Ayette, im Nordosten an Moyenneville, im Osten an Courcelles-le-Comte, im Südosten an Achiet-le-Petit und im Südwesten an Bucquoy.

## Geschichte
Frühere Ortsnamen waren Albainsilvula (1142), Ablainvelle (1793) und Ablinsevelle (1801).

### Bevölkerungsentwicklung
| Jahr                       | 1962 | 1968 | 1975 | 1982 | 1990 | 1999 | 2006 | 2013 | 2022 |
| -------------------------- | ---- | ---- | ---- | ---- | ---- | ---- | ---- | ---- | ---- |
| Einwohner                  | 168  | 156  | 151  | 141  | 163  | 172  | 188  | 209  | 220  |
| Quellen: Cassini und INSEE |      |      |      |      |      |      |      |      |      |

## Sehenswürdigkeiten

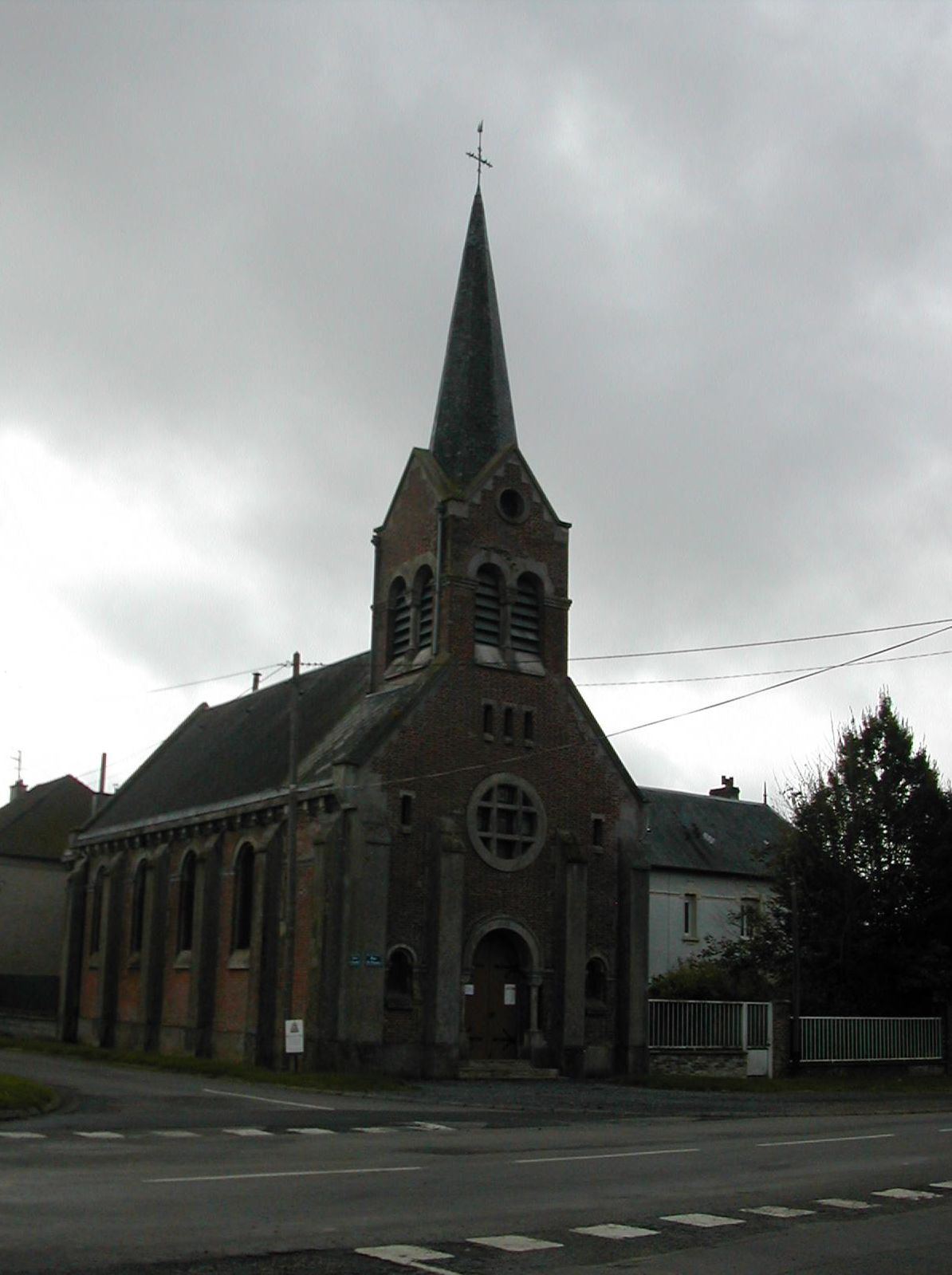
Kirche Notre-Dame
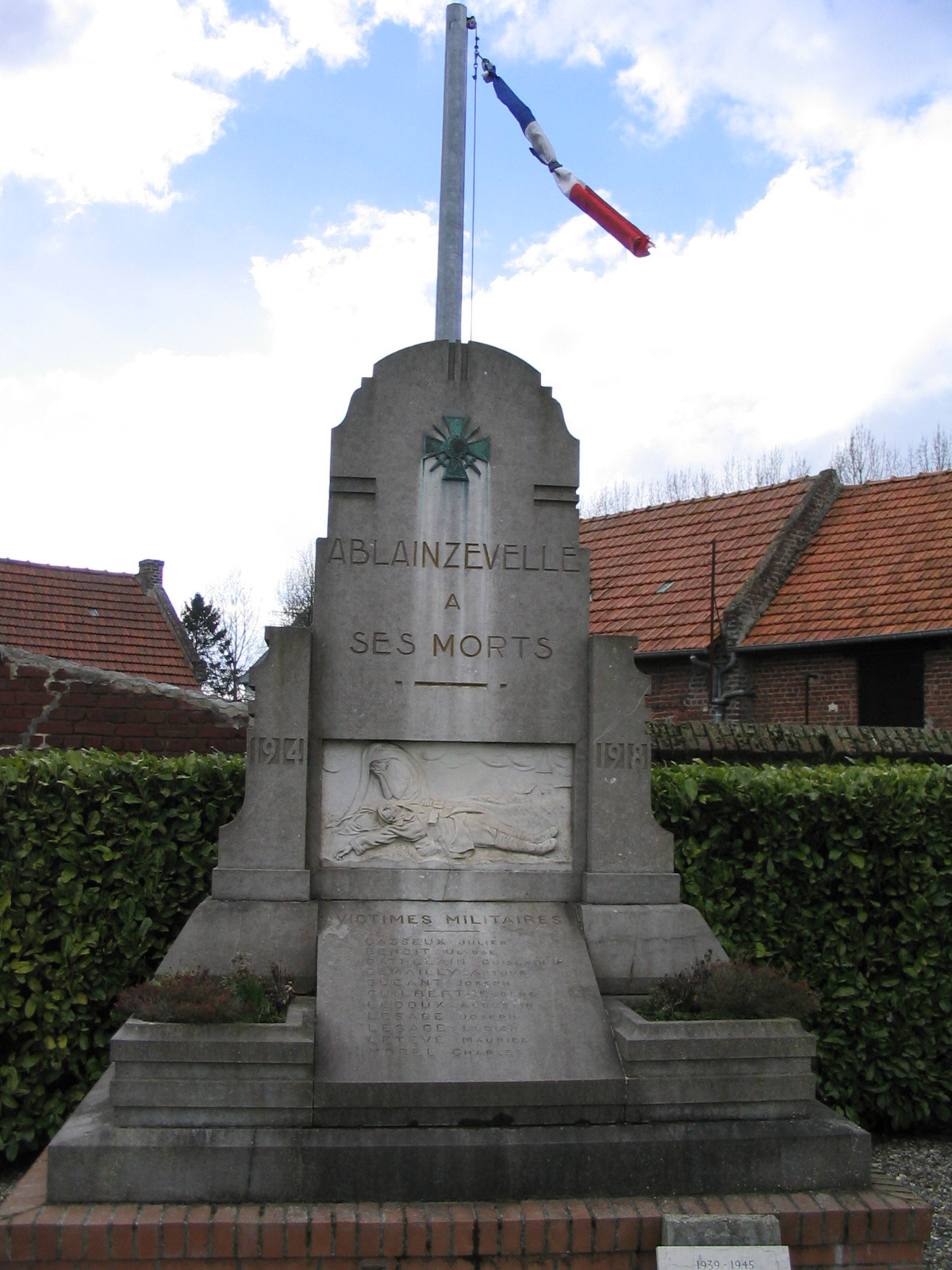
Wasserturm

- Kirche Notre-Dame
- Gefallenendenkmal